# 伊滨区
伊滨区是河南省洛阳市的一个经济功能区，位于伊河以南，二广高速以东。下辖孝文街道、李村街道、光武街道、诸葛镇、庞村镇、寇店镇，总面积240平方公里，总人口32万人。 
2007年3月，伊滨区（伊洛工业园区）管委会成立，2009年1月伊滨区整体代管诸葛、李村两镇，统一领导和管理区域内行政、经济和社会事务，2010年10月又整体代管庞村、佃庄和寇店三镇。2024年1月，将李村街道析置为李村、孝文、光武3个街道。 
根据《洛阳市城市总体规划（2011-2020年）》，该区域将作为洛阳的核心区域，是继洛南新区后，洛阳核心城区向南的再次扩展（此前洛阳的核心城区仅限于洛河以北）。